# Aloe pictifolia
Aloe pictifolia é uma espécie de liliopsida do gênero Aloe, pertencente à família Asphodelaceae.